# Aporia bieti
Aporia bieti is een vlindersoort uit de familie van de Pieridae (witjes), onderfamilie Pierinae.
Aporia bieti werd in 1884 beschreven door Oberthür.